# Liste der Monuments historiques in Bougligny
Die Liste der Monuments historiques in Bougligny führt die Monuments historiques in der französischen Gemeinde Bougligny auf.

## Liste der Bauwerke
| Bezeichnung                                                                 | Beschreibung | Standort | Kennzeichnung | Schutzstatus | Datum | Bild |
| --------------------------------------------------------------------------- | ------------ | -------- | ------------- | ------------ | ----- | ---- |
| Chor und Glockenturm der Kirche Nativité-de-la-Sainte-Vierge (Mariä Geburt) |              | (Lage)   | PA00086826    | Inscrit      | 1926  |      |

## Liste der Objekte

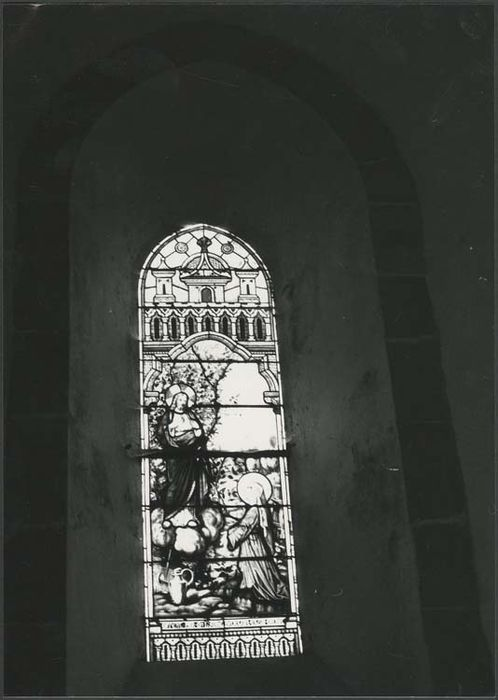
Bleiglasfenster Nr. 1 in der Kirche Nativité-de-la-Sainte-Vierge, im letzten Viertel des 19. Jahrhunderts gefertigt von der Glasmalerei Champigneulle

- Monuments historiques (Objekte) in Bougligny in der Base Palissy des französischen Kultusministeriums